# Hadahade
Hadahade (nep. मोतिखर्क सीमा) – gaun wikas samiti w zachodniej części Nepalu w strefie Lumbini w dystrykcie Gulmi. Według nepalskiego spisu powszechnego z 2001 roku liczył on 784 gospodarstw domowych i 3705 mieszkańców (2044 kobiet i 1661 mężczyzn).